# Caravan (film)
Caravan to bollywoodzki film z 1971 roku w reżyserii Nasir Hussaina. To historia ucieczki oszukanej narzeczonej  (Asha Parekh) i miłości, która się pojawia między nią a poznanym w autobusie Mohanem (Jeetendra.) Podczas podróży przez Indie. Film podejmuje też temat trójkąta miłosnego. Trzecią zakochaną osobą jest Cyganka Nisha (Aruna Irani)
Film cieszył się popularnością.

## Obsada
- Asha Parekh – Sunita / Soni
- Jeetendra – Mohan
- Aruna Irani – Nisha
- Mehmood Jr. – Monto
- Helen – Monica
- Ravindra Kapoor – Rajan (jako Ravinder Kapoor)
- Kishan Mehta – Johny (jako Krishen Mehta)
- Madan Puri – Mithalal Tota
- Sanjana – Tara
- Manorama – Mrs. Tota
- Anwar Ali – Bhola
- Murad – Mohandas
- Dulari – mama Mohana (as Dulari Bai)

## Muzyka i piosenki
Muzykę do filmu skomponował Rahul Dev Burman, nagrodzony za  1942: A Love Story, Masoom, Sanam Teri Kasam. Twórca muzyki m.in. do takich filmów jak Parinda, Alibaba Aur 40 Chor, Shakti, Deewaar (film 1975), czy Sholay  i Seeta Aur Geeta.
- Ab Jo Mile Hain
- Chadati Jawani Meri
- Dilbar Dil Se Pyare
- Goria Kahan Tera Gaanv Re
- Hum To Hain Rahi Dil Ke
- Piya Tu Ab To Aa Ja
- Kitna Pyara Wada Hai

## Nagrody i nominacje
- Nagroda Filmfare za Najlepszy Playback Kobiecy--Asha Bhosle za "Piya Tu Ab To Aaja"
- nominacja do Nagrody Filmfare za Najlepszą Muzykę – Rahul Dev Burman
- nominacja do Nagrody Filmfare dla Najlepszej Aktorki Drugoplanowej – Aruna Irani